# Água lustral
Água lustral : arte e crítica  publicou-se em 1913 em Coimbra pela Tipografia de M. Reis Gomes, tendo como editores Artur Ribeiro Lopes e Mário Feliz de Carvalho.